# 젤라토
젤라토(이탈리아어: gelato, IPA: [dʒeˈlato])는 이탈리아에서 유래한 아이스크림으로, 과즙, 과육, 우유, 설탕, 때로는 커피나 향초 등을 섞은 것을 얼려 만든다. 이탈리아 사람은 겨울에 빼놓지 않는 아이스크림이다.
젤라토는 이탈리아어로 '얼었다'라는 의미로 라틴어 "gelātus"에서 파생되었다. 이탈리아에서는 '젤라토'를 아이스크림 그 자체를 가리키는 말로 쓰이고 있으나, 영어권에서는 '이탈리아식 아이스크림'을 가리키는 의미로 사용된다.

## 개요
기록에 따르면 젤라토는 16세기 이탈리아에서 비롯되었다. 1595년 피렌체에서 열린 연회의 기록에서 메디치 대공의 궁정에서 젤라토를 먹었다는 회고가 남아있다. 1686년 시칠리아에서 첫 번째 아이스크림 기계를 출시하면서 점차 퍼져나갔다.
일반적인 아이스크림과 비교해서 공기 함유량이 35% 미만으로 적고, 밀도가 높아 진한 맛이 있다. 또, 유지방분은 4~8%로 일반적인 아이스크림의 절반 수준이며 비교적 저칼로리이다. 아이스크림의 유지방분 함량인 16~20%보다 적기 때문에 아이스크림이 아닌 아이스 밀크류로 분류된다.
과일 계열의 젤라토는 보통 과즙에 물, 설탕, 안정제, 달걀흰자를 넣고 섞고 공기가 들어가도록 하면서 얼려 만든다. 일부 레스토랑이나 전문점에서는 물을 전혀 넣지 않고 과즙만으로 만들기도 한다.
한국을 포함한 다른 나라에서는 공장에서 기계로 생산한 젤라토가 대부분이나, 이탈리아에서는 여전히 수제 젤라토가 널리 퍼져 있으며 그 인기가 높다.
이탈리아 볼로냐에서는 젤라토 제조 기술 양성을 위해 2003년에 설립한 젤라토 대학(Gelato University)이 있다.

## 같이 보기
- 이탈리아 요리
- 미국 요리
- 아이스크림
- 아이스 밀크
- 그라니타
- 셔벗